# باريت كريستي
باريت كريستي (بالإنجليزية: Barrett Christy)‏ هي متزلجة أمريكية، ولدت في 1971.

## وصلات خارجية
- باريت كريستي على موقع أوليمبيديا (الإنجليزية)